# Шаблій Олег Іванович
Оле́г Іва́нович Шаблі́й (14 листопада 1935, с. Курівці, Зборівський район, Тернопільська область — 13 січня 2023, Львів) — український географ, завідувач кафедри економічної і соціальної географії географічного факультету Львівського національного Університету, заслужений діяч науки і техніки України, доктор географічних наук. Заслужений професор Львівського університету (2001), Академік Академії Вищої школи України та Української екологічної академії, Почесний член Українського Географічного Товариства, Дійсний член та Голова географічної комісії Наукового товариства ім. Шевченка, Керівник Географічного відділення Малої Академії наук України, Член Вченої ради Львівського національного університету.
Автор понад 550 наукових, науково-методичних і науково-публіцистичних праць.

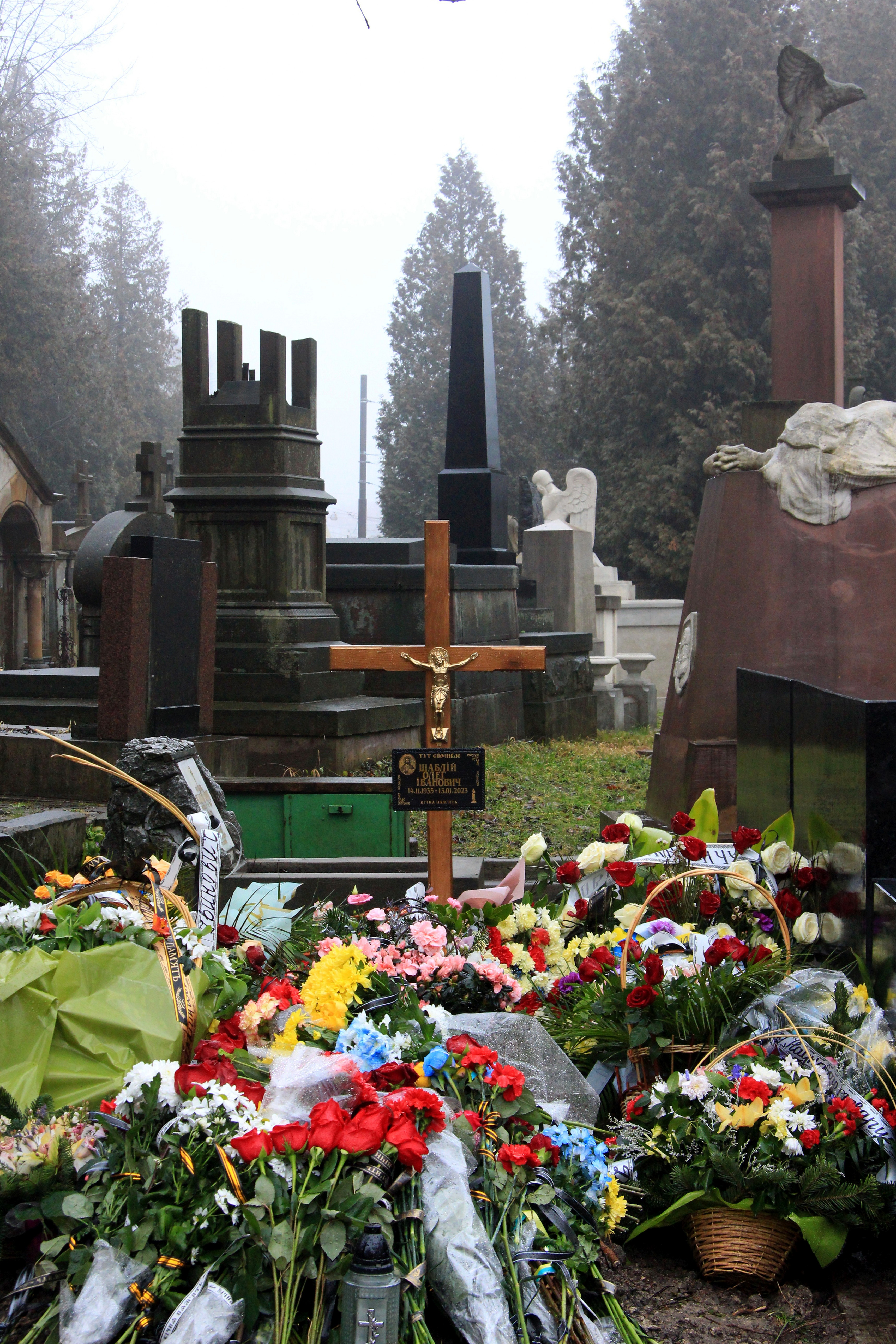

## Життєпис
Олег Іванович Шаблій народився 14 листопада 1935 р. у хліборобській родині с. Курівці Зборівського району, що у центрі Тернопільщини. Тут він закінчив початкову школу. 1947 р. перевівся у п'ятий клас неповно-середньої школи сусіднього села Великого Глибочка, яке було тоді районним центром. Протягом 1950—1954 рр. навчається у Бережанському педагогічному училищі. По завершенні училища (1954 р.), вступає у Львівський державний університет ім. І. Франка на географічний факультет. Ще за рік до закінчення університету (1958 р.) О. Шаблій був залишений на кафедрі економічної географії, якою завідував доцент (з 1971 — професор) Опанас Ващенко.
Працюючи на посаді спочатку старшого лаборанта, а з 1962 р. — в.о. доцента (і викладача з 1964), О. Шаблій навчається заочно в аспірантурі (1961—1965). У 1966 р., незважаючи на перепони владних структур, він захищає кандидатську дисертацію на тему «Лісопромисловий комплекс Українських Карпат (тенденції розвитку і структура)» (науковий керівник — доц. Опанас Ващенко). 1969 р. О. Шаблію присвоєно звання доцента Львівського держуніверситету ім. І. Франка. 1978 р. на Спеціалізованій раді Ленінградського університету Олег Іванович успішно захищає докторську дисертацію на тему «Міжгалузеві територіальні комплекси: проблеми теорії і методики дослідження» (науковий консультант — проф. О. Т. Ващенко). Внаслідок численних доносів та звинувачень у «політичній неблагонадійності» вчене звання професора було присвоєне лише через 10 років (1988). Весь цей час вчений успішно викладав на географічному та економічному факультетах університету (на останньому — з першого дня його створення у 1966).
1 червня 1990 р. Олега Івановича Шаблія обрано завідувачем кафедри економічної і соціальної географії географічного факультету. Крім керівництва кафедрою економічної і соціальної географії, він є академіком Академії наук вищої школи України та Української екологічної академії наук; очолює Географічну комісію Наукового Товариства ім. Шевченка (з 1990), є заступником Голови НТШ в Україні (з 2002 р.), довгий час був Головою Львівського відділу Українського Географічного Товариства (1990—1995), очолює Географічне відділення Малої Академії наук (з 1980). Заслужений професор Львівського національного університету імені Івана Франка (2001 р.), Професор-гість Українського вільного університету у Мюнхені (Німеччина) (1994—1995). Член Вченої ради університету (з 1997). Голова Спеціалізованої ради із захисту докторських дисертаційних робіт з географії у Львівському національному університеті імені Івана Франка (з 2009 р.), експерт Спеціалізованих рад у Львівському та Київському університетах, Львівському сільськогосподарському інституті, Інституті географії НАН України (Київ), Інституті регіональних досліджень (Львів). Багато років учений був членом Науково-методичної ради Міносвіти СРСР з вищої географічної освіти.
За часів незалежності, відповідно до Указу Президента України — був членом Редакційної Ради з підготовки і видання «Національного атласу України» (1991). Він член редколегій декількох часописів: «Історія української географії» (шеф-редактор, Тернопіль), «Український географічний журнал» (Київ), «Реґіональна економіка» (Львів), «Вісник Східноукраїнського університету ім. Лесі Українки» (Луцьк), «Часопис соціально-економічної географії» (Харків); член Оргкомітетів багатьох загальноукраїнських і міжнародних наукових форумів.
22 січня 2016 року, до Дня Соборності України, указом Президента, проф. Олег Іванович Шаблій, нагороджений орденом «Заслужений діяч науки і техніки України» за значний особистий внесок у державне будівництво, соціально-економічний, науково-технічний, культурно-освітній розвиток Української держави, справу консолідації українського суспільства та багаторічну сумлінну працю.
24 червня 2017 року журі Міжнародного фонду імені Івана Франка за наукову працю «Суспільна географія у 2-х книгах» (2015) обрало професора Олега Івановича Шаблія лауреатом Міжнародної премії імені Івана Франка у номінації «За вагомі досягнення у галузі соціально-гуманітарних наук».
Помер 13 січня 2023 року, про це його рідні повідомили вранці 14 січня.
Похований на полі № 1 Личаківського цвинтаря.

## Захоплення
Серед захоплень проф. Олега Шаблія — музика та малярство. Навчаючись у Бережанському педучилищі, Олег Шаблій здобув неформальну середню музичну освіту. З 1966 р. був членом студентського ансамблю «Черемош». Його улюбленими музичними інструментами були контрабас, баян та акордеон. Під час навчання в Бережанах Олег Іванович захоплюється малюванням. Особливо полюбляє учений-художник малювати краєвиди з історичними та культовими пам'ятками. Своїм захопленням та мистецькому доробку автор присвятив книгу «У пошуках краси, тривоги і розради» (2015 р.).

## Наукові праці

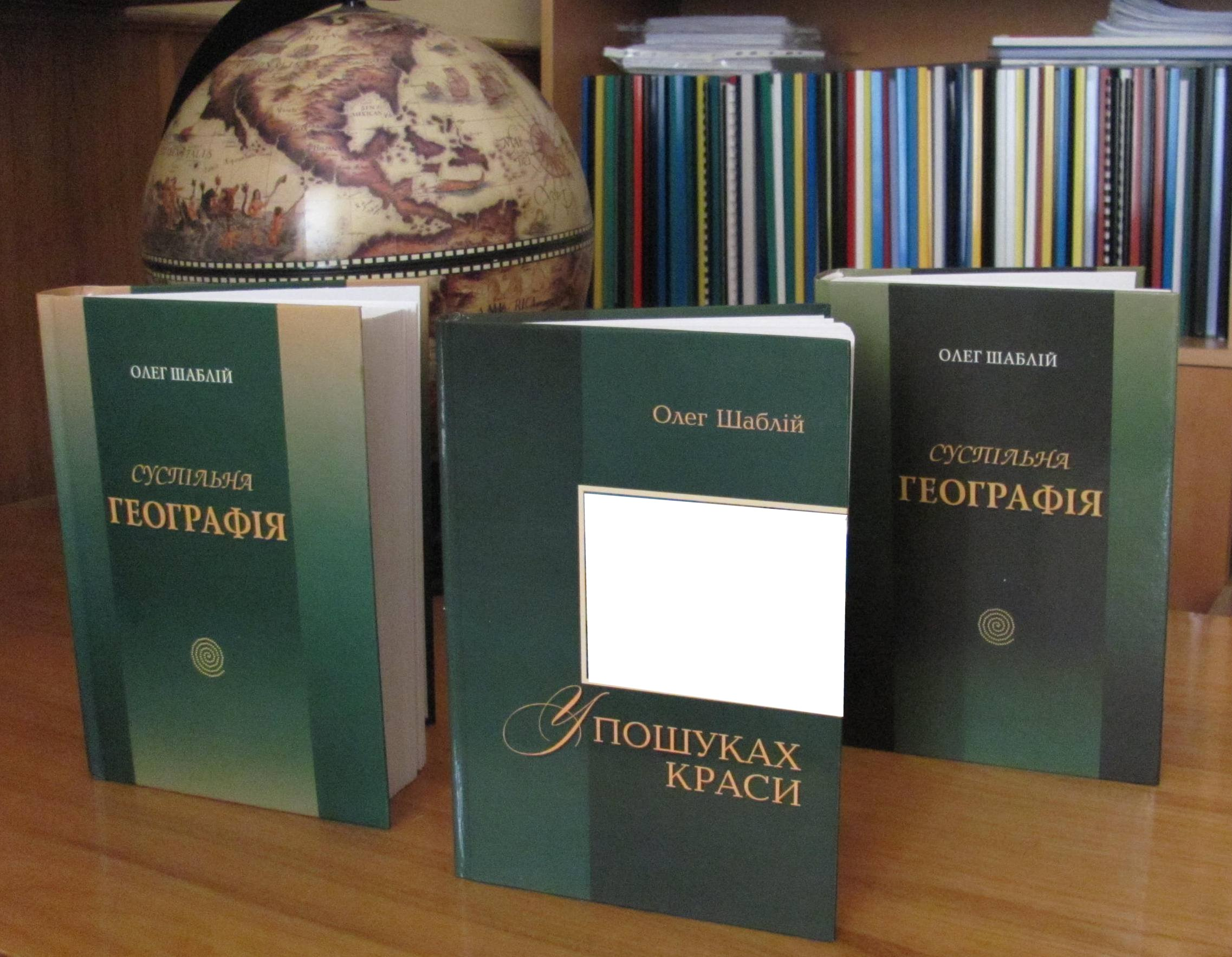
Праці професора Шаблія Олега Івановича

Опублікував понад 550 наукових, науково-методичних і науково-публіцистичних праць. Тут 32 монографії, 13 навчальних посібників і підручників, понад десяток атласів і карт. Проф. Шаблій був науковим рецензентом і редактором близько 70 праць інших учених і колективів. Він підготував 21 кандидата і 5 докторів географічних наук. У понад 60 учених був опонентом на захисті їх кандидатських і докторських дисертацій.
Фундаментальною працею, яка є великою мірою підсумковою, стала книга проф. О. Шаблія «Суспільна географія: теорія, історія, українознавчі студії» (2001). Найважливіші наукові ідеї і розробки вчений обґрунтував у ній та наступній книзі — «Основи загальної суспільної географії» (2003). Підсумковою працею професора є два томи «Суспільної географії» (2015).
Вчений започаткував видання в Львівському національному університеті наукової серії «Постаті українського землезнання», в якій вийшло 14 книг — про О. Ващенка, І. Теслю, А. Синявського, О. Степанів, В. Садовського, К. Геренчука, М. Дольницького, П. Цися, В. Кубійовича, В. Ґериновича, С. Рудницького, Ю. Полянського, Г. Величка, В. Огоновського. Ведеться робота над книгами про М. Кордубу та Ю. Липу.
У 2004 р. науковцем було опубліковано перекладний підручник американських учених Г. де Блія, П. Муллера «Географія: світи, реґіони, концепти», де професор є автором великого (70 сторінок) розділу «Україна» і відповідальним редактором. Книга отримала перше місце у загальноукраїнському конкурсі нових видань 2004 р. за номінацією «Енциклопедичні і довідкові видання».
У 2011 р. вчений публікує краєзнавчу працю, присвячену його малій батьківщині — селу Курівці — «Село на золотому Поділлі».
У 2012 р. проф. Олег Шаблій разом із колективом кафедри економічної і соціальної географії видає фундаментальну працю — перший в Україні твір про велике місто «Львів. Комплексний атлас», що на Форумі видавців того ж року, увійшов у першу п'ятірку публікацій, а сам професор О. Шаблій, як відповідальний розробник, нагороджений мером Львова почесним дипломом.
До свого 80-річчя, у 2015 р. автор завершує три книги. Перша — присвячена його мистецькому доробку, під назвою «У пошуках краси: тривоги і розради». Інші дві — два томи «Суспільної географії»: перша книга «Проблеми теорії, історії та методики дослідження», друга — «Проблеми українознавства, регіоналістики і краєзнавства» були представленні у 2016 р. та стали фундаментальним підсумком досліджень автора у суспільній географії. Ведеться робота над продовженням серії та виданням третьої книги.
Основні наукові праці професора Шаблія:
- Лісопромислові комплекси Української РСР (питання теорії і моделювання). — Львів: Вища школа, 1973.
- Межотраслевые территориальные системы (проблемы методологии и теории). — Львів: Вища школа, 1976.
- Математичні методи в економічній географії: Навч. посібник [з грифом Міносвіти України]. — Львів: Вища школа, 1984.
- Атлас Львівської області (Голова редколегії). — Москва: ГУГК, 1989.
- Атлас Івано-Франківської області (Голова редколегії). — Москва: ГУГК, 1990.
- Атлас Закарпатської області (Голова редколегії). — Москва: ГУГК, 1991.
- Академік Степан Рудницький — фундатор української географії. — Львів; Мюнхен: Ред.-вид. відділ Львів. ун-ту, 1993.
- Соціально-економічна географія України. Навч. посібник [з грифом Міносвіти України] / За ред. проф. О. Шаблія. — Львів: Світ, 1994. (у співавторстві із Б. І. Заставецьким, Л. Т. Шевчук та ін.).
- Володимир Кубійович: формула життя і чину // Володимир Кубійович. Т. I. Наукові праці. — Париж; Львів: Фенікс, 1996.
- Соціально-економічна географія країн світу. Навч. посібник [з грифом Міносвіти України]. — Тернопіль: Підручники & посібники, 1998 (у співавторстві з Книш М. М., Кузиком С. П. та ін.).
- Суспільна географія: теорія, історія, українознавчі студії. — Львів: Вид. центр ЛНУ ім. Івана Франка, 2001.
- Основи загальної суспільної географії. Підручник Львів. нац. ун-ту. — Львів: Вид. центр ЛНУ ім. Івана Франка, 2003.
- Географія: світи, реґіони, концепти. Переклад з англійської / За редакцією і з авторською співучастю проф. О. Шаблія. — Київ: Либідь, 2004 (у співавторстві).
- Новітня українська суспільна географія. Хрестоматія / Упоряд. та автор біографічних статей проф. О. Шаблій. — Львів: Вид. центр ЛНУ ім. І. Франка, 2007. — 1008 с.
- Шаблій О. І., Матковський С. О., Вісьтак О. І. Львів: комплексний атлас — К.: ДНВП «Картографія», 2011. — 192 с.
- Шаблій О. І. Основи суспільної географії. — Вид. центр ЛНУ ім. І. Франка. — Львів, 2011. — 296 с.
- Село на золотому Поділлі: земля і люди / Олег Шаблій. — Львів: Аверс, 2011. — 712 с.
- У пошуках краси, тривоги і розради / Олег Шаблій. — Вид. центр ЛНУ ім. І. Франка. — Львів, 2015.
- Суспільна географія: у двох книгах. Книга перша. Проблеми історії, методики та дослідження. Вибрані праці (Львів, 2015).
- Суспільна географія: у двох книгах. Книга друга. Проблеми українознавства, регіоналістики і краєзнавства. Вибрані праці (Львів, 2015).

## Напрямки науково-дослідної діяльності
Професора Олега Івановича Шаблія характеризує широкий спектр наукової діяльності: методологічні, теоретичні і прикладні питання і проблеми суспільної географії, геополітики, геоекономіки, геоекології, геософії, геопоетики та картографії.

### Дослідження теоретичних проблем суспільної географії
Професор О. Шаблій активно досліджує суспільно-географічні проблеми об'єкта, предмета і змісту суспільної географії (СГ), структури і функцій науки, її поняттєво-термінологічних систем, законів та закономірностей.
За роки незалежності вчений розробив нову схему структури суспільної географії з урахуванням досвіду світової географічної науки. Суттєвим теоретичним надбанням стало розгортання спільної у системі географічних наук категорії територія (ширше — геоторія) у поняття географічного потенціалу території і територіальної організації.
Ще в 1980 р. Олег Шаблій разом з акад. М. Паламарчуком і проф. М. Пістуном окреслили сукупність економіко-географічних законів. На початку нового тисячоліття вчений запропонував новий підхід до розуміння і типізації законів СГ та виділив чотири їх типи: генетичні, структурні, відповідності та функціональні.
Науковець розробив концепцію міжгалузевих територіальних комплексів, визначив риси їх подібності і відмінності з енерговиробничими і виробничо-технологічними циклами, систематизував і типологізував закони і закономірності територіальної організації виробництва (ТОВ) і обґрунтував саму категорію ТОВ, висунув гіпотезу про закон територіальної інтеґрації виробництва, а також принцип нестрого входження реальних територіальних систем (розселення, господарства) у їх суперсистеми. Вперше в СГ була поставлена проблема про гнучку територіальну організацію виробництва.
Вчений обґрунтував соціально-економічну регіоналізацію України та виділив шість великих регіонів: Центральний (ядро — Київ), Західний (Львів), Північно-Східний (Харків), Центрально-Східний (Дніпропетровськ), Східний (Донецьк), Південний (Одеса).
Новаторською ідеєю була розроблена професором комбінована класифікація природних ресурсів, особливістю якої є виділення ресурсів для задоволення духовних та науково-інформаційних потреб.
Для інформаційної епохи проф. Шаблій обґрунтував особливості геопросторової організації суспільства з появою 3-D виробництва і впровадження мережевої інформаційної системи URAN.

### Вивчення геоекологічних проблем
Вчений активно займається вивченням прикладних проблем геоекології: мегаекології, екологізації суспільної географії і географізації екології, географічних імперативів екологічної діяльності, територіальних еколого-економічних проблем і ситуацій, аридизації Західного регіону України, екологічних проблем Українських Карпат, басейну Західного Бугу і Західного регіону в цілому та ін.
Проф. О. Шаблій обґрунтував об'єкт, предмет і структуру екологічної науки, розробив шість географічних імперативів екологічної діяльності. Особливу увагу науковець звертає на можливу екологічну катастрофу Українських Карпат внаслідок господарської діяльності людини (1992 р.) та геоекологічні проблеми басейну річки Західний Буг.

### Політико-географічні студії
Особливу вагу в колі наукових інтересів професора О. Шаблія становлять політико-географічні та геополітичні дослідження. Особлива увага науковця звернена на сучасне політико-географічне розташування України, географію політичних партій і рухів, електоральну географію України та її політико-географічну регіоналізацію.
Науковець вперше у сучасній Україні систематизував геополітичні доктрини держави і її сусідів. У своїх працях він здійснив політико-географічну регіоналізацію України та обґрунтовує чотири політико-географічні райони: Західний, Центральний, Східний і Південний.

### Геософічні та геопоетичні дослідження
Останні кілька років професор О. Шаблій ініціював дослідження нових двох напрямків — геософії і геопоетики. Геософія розглядається як наукова дисципліна, предметом дослідження якої є людський простір. Особлива увага науковця звернена на геософічні знання в Україні періоду Київської Русі. За консультацією вченого захищено першу докторську дисертацію з геософічної проблематики проф. Юрієм Кисельовим.
Науковець розкрив суть, об'єкт і предмет геопоетики, обґрунтував міждисциплінарний характер науки та вводить ряд нових понять цієї дисципліни — геотопос, геопоетичний образ, геопоетичний простір, геопоетичні місця, поля, вектори тощо.

### Історико-географічні проблеми
З початку здобуття Україною незалежності, науковець повертається до забороненої в радянський час дисципліни — історії української національної географії. Професор досліджує методологічні, теоретичні та методичні проблеми цієї науки. Зокрема визначає три «джерела» та три головні напрямки розвитку СГ — економіко-географічний, антропогеографічний та формально-теоретичний. Професор О. Шаблій розробив у співавторстві з доцентом О. Вісьтак, поняттєво-термінологічну систему «історія української географії».
Найбільший внесок зроблено у дослідження історії суспільно-географічної думки та історії персоналій. Розв'язано проблему фундатора національної географії загалом і суспільної географії зокрема. Ним, на думку вченого, є академік Степан Рудницький. Багато уваги О. Шаблій присвятив дослідженню творчої спадщини професора Володимира Кубійовича — українського географа, країнознавця та енциклопедиста, що вважається спадкоємцем Степана Рудницького.
Окрім двох згаданих геніїв географічної думки, вчений досліджує біографії Павла Чубинського, Павла Тутковського, Валентина Садовського, Костянтина Воблого, Олексія Діброви, Володимира Тимошенка, Антона Синявського, Олени Степанів, Юрія Полянського, Мирона Кордуби, Володимира Ґериновича, Миколи Шраґа, Опанаса Ващенка, Григорія Величка, Володимира Огоновського та інших географів.
У руслі історико-географічного напрямку професор О. Шаблій розробив проблему декомунізації і дерусифікації у суспільній географії: перегляду марксистських основ розуміння об'єкта, предмета та поняттєво-термінологічного апарату, усунення з географічної карти України назв колоніально-територіального періоду та транслітерації географічних назв із латинки.

### Математико- й картографо-географічні праці та пошуки
Вчений був одним із перших, хто активно впроваджував математичні методи в суспільну географію. Ним був видав перший в Україні навчальний посібник з грифом Міносвіти України «Математичні методи в економічній географії» (Львів, 1984; друге видання — 1994 р.). Професор О. Шаблій відновив використання методів і прийомів багатовимірного математичного аналізу у географічній науці. Ентропійні міри розташування об'єктів, територіальної диференціації суспільно-географічних систем, їх складності і територіальної відповідності тощо — все це прийшло завдяки працям О. Шаблія у сферу українських науковців суспільно-географічного профілю.
Картографічні методи й підходи, картографо-математичне моделювання — традиційні сфери наукової діяльності проф. О. Шаблія. Ще наприкінці 80–напочатку 90-х років XX століття він разом з членами кафедри розробив три фундаментальні атласи Івано-Франківської (1985), Львівської (1991) областей та м. Львова (1993 р.). Під орудою вченого видано три шкільно-краєзнавчі атласи: Львівської (1989 р.), Івано-Франківської (1990 р.) та Закарпатської областей (1991 р.). У 2000, 2002 та наступних роках опубліковано «Географічний атлас. Львівська область» із серії «Моя Батьківщина».
Фундаментальним картографічним твором став, розроблений у 2005—2010 рр. під керівництвом проф. О. І. Шаблія і виданий ДНВП «Картографія» (Київ) атлас «Львів. Комплексний атлас» (2012). Це перший в Україні і загалом на постсовєтському просторі комплексний атлас великого міста. В атласі 243 карт, картоїди, картосхеми. Він має 217 слайдів і 37 текстових пояснень.

## Вшанування пам'яті
28 червня 2023 року члени Вченої ради Львівського національного університету імені Івана Франка одноголосно підтримали ініціативу географічного факультету щодо присвоєння кафедрі економічної і соціальної географії імені професора Олега Шаблія.